# Kołomieńskie

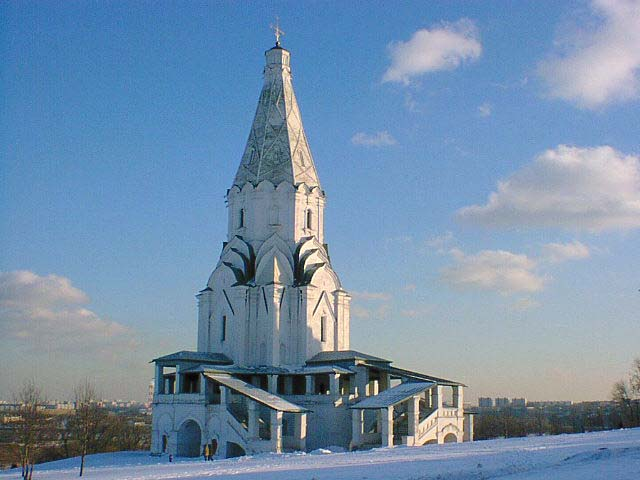
Cerkiew Wniebowstąpienia Pańskiego w Kołomienskoje (1535)

Kołomienskoje (ros: Коломенское) obecnie zespół muzealno-architektoniczny na obrzeżach Moskwy, a w przeszłości historyczna rezydencja rosyjskich carów i książąt.
Jej nazwa po raz pierwszy pojawiła się w latopisie z XIV wieku. W tymże wieku była uważana za główną rezydencję rosyjskiego cara Iwana III, a później także Iwana IV. Z okazji narodzin Iwana Groźnego została wzniesiona cerkiew Wniebowstąpienia Pańskiego  – jeden z najlepszych przykładów architektury starorosyjskiej.
W Kołomienskim znajduje się również cerkiew Kazańskiej Ikony Matki Bożej, dawna prywatna świątynia przy pałacu Romanowów.